# Jolana

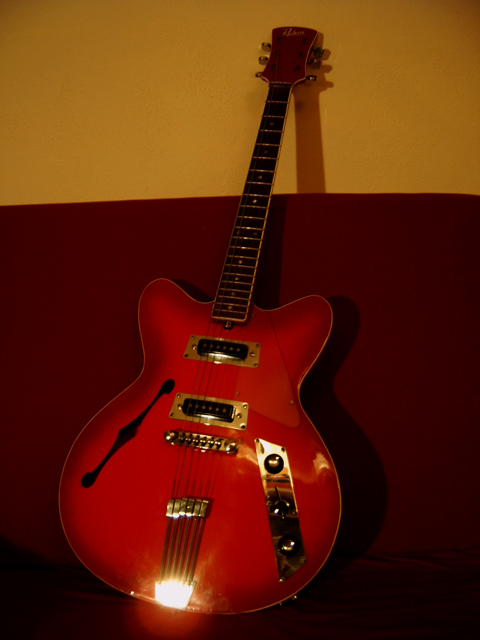
Gitara Elektro-akustyczna Jolana Rubin

Jolana – czechosłowacka firma produkująca instrumenty muzyczne w latach 1953–1989 oraz ponownie od 2004 roku.

## Historia
Jolana była jedną z najbardziej rozpowszechnianych firm w Europie. Model Futurama był bardzo popularny w Wielkiej Brytanii w 1960 roku. Był używany przez muzyków takich jak: George Harrison, Jimmy Page, Eric Clapton. 
Z czasem, podobnie jak polskie Defile, jakość się pogarszała i Jolana była sprzedawana tylko w państwach bloku komunistycznego. 
Obecnie gitary Jolana kupowane są do nauki gry oraz przez kolekcjonerów. Gitarami Jolany do dziś posługują się czeskie zespoły rockowe. Jolana Diamant, charakteryzuje się starannością wykonania oraz dobrym brzmieniem, wielu uważa ją za lepszą od odpowiednika od firmy Epiphone (licencja Gibsona).

## Poszczególne modele
Podobnie jak DEFIL, Jolana wzorowała swoje modele gitar na najsłynniejszych firmach: 
1. Jolana Tornado – luźno wzorowana na Fender Coronado
2. Jolana Iris oraz Vikomt – wzorowana na Fender Telecaster. Różnica pomiędzy Vikomtem a Irisem polega na rozmieszczeniu i ilości przetworników
3. Jolana Diamant – kopia Gibsona Les Paul
4. Chord
5. Basso V
6. Neoton
7. Marina
8. Basora
9. Alexandra
10. Alexis II
11. Basso IV
12. Pedro
13. Star VII
14. Sirius
15. Star
16. Big Beat
17. Hurricane
18. Diskant
19. Alfa
20. Star IX
21. Basso IX
22. Basso X
23. Tornado
24. Graziela special II
25. Special
26. Rubin (gitara oraz gitara basowa)
27. Kolorbas
28. Studio (gitara oraz gitara basowa)
29. Diamant (gitara oraz gitara basowa)
30. Onyx
31. Vikomt (gitara oraz gitara basowa)
32. Iris (gitara oraz gitara basowa)
33. Altro
34. Superstar (gitara oraz gitara basowa)
35. Disco (gitara oraz gitara basowa)
36. Galaxis (gitara oraz gitara basowa)
37. Jantar (gitara oraz gitara basowa)
38. D Bass
39. Strat
40. Proxima (gitara oraz gitara basowa)
41. RK120
42. RK140
43. RK Bass